# Конь-огонь (мультфильм)
«Конь-огонь» (англ. Get a Horse!) — чёрно-белый короткометражный анимационный 3D-фильм, созданный Walt Disney Animation Studios к 85-летию Микки Мауса.

## Сюжет
Продолжение приключений Микки, Минни, Кларабель Кау и Хорэс Хорсколлара в стиле 1930-х годов. Друзья едут по дороге в повозке и поют весёлую песенку. Но злодей Пит вновь пытается всё испортить…

## Роли озвучивали
- Уолт Дисней — Микки Маус[3]
- Марселлит Гарнер / Расси Тейлор — Минни Маус[4]
- Билли Блетчер/Уилл Райан — Пит[4]
- Рэймонд С. Перси — гудок
- Джесс Харнелл — второстепенные персонажи

## Русская версия
- Максим Сергеев — Микки Маус
- Сауле Искакова — Минни Маус
- Алексей Макрецкий — Пит
- Александр Ноткин — гудок / зритель в зале
- Екатерина Кабашова — зритель в зале

Фильм дублирован на студии «Невафильм» по заказу компании «Disney Character Voices International» в 2013 году.
- Студия сведения — Shepperton International
- Режиссёр дубляжа — Галина Довгаль
- Переводчики и авторы синхронного текста — Лев Вержбицкий, Елена Вержбицкая
- Звукорежиссёр — Дарья Васильева
- Менеджер проекта — Екатерина Синенко
- Творческий консультант — Сергей Пасов

## Производство
Мультфильм был снят режиссёром «Симпсонов» и «Аватар: Легенда об Аанге» Лорен Макмаллан, которая стала первой женщиной, самостоятельно снявшей анимационный фильм Диснея. Она начала работу над мультфильмов после того, как режиссёр «Ральфа», Рич Мур сообщил ей, что Дисней планирует снять новый мультфильм о Микки Маусе. Любящая мультфильмы о Микки Маусе, в основном за свежесть и наивность, режиссёр решил снять картину в стиле 1928 года. Рисованной частью фильма занялся Эрик Голдберг, ранее занимавшийся такими персонажами как Джинни, крокодил Луи и кролик из «Винни Пуха», а компьютерно-анимационной частью — Адам Грин. Для озвучивания в мультфильме были использованы архивные записи.

## Релиз
Премьера состоялась на Международном фестивале анимационных фильмов в Анси 11 июня 2013 года. В США был показан в августе того же года в D23 Expo. Также был показан в кинотеатрах вместе с полнометражным мультфильмом «Холодное сердце».